# A zöld urai
A zöld urai (eredeti cím: Epic) 2013-as egész estés amerikai 3D-s számítógépes animációs film, amely William Joyce „The Leaf Men and the Brave Good Bugs” című könyve alapján készült, Chris Wedge rendezésében.

## Cselekmény
Az erdő mélyén különös lények élnek és furcsa dolgok történnek, az emberi szemektől távol. Az emberek lakta világgal párhuzamosan létezik egy eddig sosem látott, dzsungelbeli civilizáció, melyben a jó és a rossz örök küzdelme folyik. Egy csoda folytán Mary Katherine, azaz M. K. egy „tudós” lánya is belekeveredik ebbe a fantasztikus világba, mivel az erdő királynője, Tara arasznyinál kisebbre zsugorítja. Néhány furcsa társ oldalán kénytelen keresztülverekedni a gonoszok csapdáin, hogy megmentse a titkos világot. A lány közben rájön, hogy apjának igaza volt a csodákkal kapcsolatban... A lány a Királyi Rügy megmentése érdekében vállal ennyi veszélyt; mivel a bűvös növény mutatja meg, hogy ki lesz az erdő új királynője. Tara királynő már az elején életét veszti; így még inkább kell igyekezni, hiszen ha kifutnak az időből, 100 évet kell várni az újabb lehetőségre.

## Szereplők
| Szereplő       | Eredeti hang    | Magyar hang        |
| -------------- | --------------- | ------------------ |
| Mary Katherine | Amanda Seyfried | Törőcsik Franciska |
| Nod            | Josh Hutcherson | Varju Kálmán       |
| Ronin          | Colin Farrell   | Stohl András       |
| Mandrake       | Christoph Waltz | Csankó Zoltán      |
| Bomba          | Jason Sudeikis  | Dévai Balázs       |
| Tara királynő  | Beyoncé Knowles | Pokorny Lia        |
| Mub            | Aziz Ansari     | Csőre Gábor        |
| Grub           | Chris O’Dowd    | Fesztbaum Béla     |
| Dagda          | Blake Anderson  | Polgár Péter       |
| Bufo           | Pitbull         | Kálid Artúr        |
| Nim Galuu      | Steven Tyler    | Scherer Péter      |